# Pierre-André Bobillier
Pour les articles homonymes, voir Bobillier.
Pierre-André Bobillier, né au Locle (Suisse) le 19 juin 1930, est une personnalité académique et scientifique de l'informatique suisse.

## Biographie
Domicilié à Bernex (canton de Genève), il a été nommé en 2015 membre d'honneur de la Société suisse d'informatique (SI) pour son parcours académique et engagement dans les sociétés informatiques internationales et suisses. 
Ce scientifique concerné par la technique et la société, a occupé les plus hautes fonctions dans plusieurs entreprises et sociétés informatiques, dans des activités variées de management aussi bien de personnel que de projets informatiques de pointe, l'enseignement universitaire, les organisations internationales et le consulting dans le domaine de la gestion et de l'informatique. 
Multiples fonctions à la direction générale d'IBM Suisse (1961 à 1993) puis management pour IBM Europe (1994- 96) du Centre européen de technologie de pointe. Il a apporté des contributions importantes dans les domaines scientifiques et techniques, en particulier  pour l'implémentation d'un centre de calcul au Centre Européen de la Recherche Nucléaire (CERN).
En plus de ses activités à IBM, celles en relation avec l'IFIP (International Federation for Information Processing) lui ont permis d'étendre son expérience de management, de communication et de négociation sur le plan international d'abord comme Secrétaire Général puis comme Président (Conseil et Assemblée Générale réunissant les délégués des 40 pays membres et des Organisations associées à l'IFIP).
Après une formation d'ingénieur en mécanique à l'EPUL en 1953 et une Licence ès sciences (mathématiques) à l'Université de Lausanne, Pierre-André Bobillier rejoint l'Union Internationale des Télécommunications (UIT) ou il effectue entre 1953 et 1956 des recherches mathématiques et scientifiques.  En 1957, il rejoint IBM Suisse pour s'occuper de l'implémentation du premier service de calcul scientifique et technique pour la Suisse. En 1958, il est nommé successivement responsable du secteur scientifique IBM pour la Suisse Romande et Scientific Marketing Manager.  Pour répondre aux besoins de calculs du Centre Européen de la Recherche Nucléaire (CERN), il occupe entre 1973 et 1988 la fonction IBM Programs Manager, ou il assure la responsabilité de toutes les activités IBM au CERN. En 1977 à 1983, il occupe la fonction de président de l'International Federation for Information Processing (IFIP). Dès 1988, il rejoint le centre européen High Energy Physics European Center (HEPEC) en tant que Directeur de l'unité scientifique et technique Suisse Romande. Avec une équipe d'une vingtaine de collaborateurs scientifiques et il coordonne de nombreux projets avancés en technologie de pointe : storage, communication, calcul à hautes performance.
Durant son parcours professionnel, soucieux de la relève dans le domaine de l'informatique, Il a assuré différentes fonctions académiques :
- Privat-docent à l'École Polytechnique Fédérale de Lausanne, (EPFL) entre 1966-1972,
- Professeur titulaire, cours de recherche opérationnelle et simulation (1973-1995)
- des cours de simulation et langages de simulation au IBM European Systems Research Institute, Genève (1966-1972)[2],[3]

## Fonctions scientifiques et publiques
- Délégué de la Suisse à l'IFIP (International Federation for Information Processing) (1968-1984), Secrétaire-général (1969-75), Administrateur (75-76), IFIP President (77-83 : 2 mandats de 3 ans), Past-President[4]
- IFIP Honorary Member [5](International Federation for Information Processing) et membre de l'Assemblée Générale ; chairman du Statutes and Bylaws[6] Committee (jusqu'en 2012)
- 1995-2000 : Membre du comité FER (Forschungspolitische Früherkennung), "Think Tank" du Conseil suisse de la science[7]
- 2005-2013 : Membre du Beirat (conseil scientifique) de ICTswitzerland (Fédération des associations de la technologie de l'information et des communications)[8]
- 2008 : Membre du conseil scientifique (Beirat) de la SI (Société suisse d'informatique)[9]
- 1995 - 2002 : membre de la SVI/FSI (Fédérations Suisse d'informatique), chargé des relations internationales[10]
- 2003-2005 : Expert de la SATW  (Académie suisse des sciences techniques), membre de la commission ICT et de son groupe de travail e-society
- 1992-1995 : Commission de Contrôle de Gestion de l'État de Genève. Membre (1992) et Secrétaire de janvier 1993 à mars 1995. (Dissolution de la commission).
- 2004-2009 : Membre du Conseil municipal de la commune de Bernex, (commissions : Finances, Sociale/jeunesse, Sécurité/voiries)
- Membre du Comité suisse pour l’IFIP
- Membre du comité de la SISR  (Société d'informatique, Section Romande)[11]
- Membre du comité de la SI, et vice-président de 2002 à 2007 (Société suisse d'informatique)[12]
- Membre fondateur de la Coopérative de recherches Social-IN3[13]
- Membre du comité Halte aux Déficits[14]
- Président de l'association Genève Route et Rail[15]

## Publications
"Simulation with GPSS and GPSS V" sur la simulation (Prentice-Hall),1976 

## Distinctions
- IFIP Silver Core Award (1977)
- Who's who ? (1980)[3]
- Médaille d'or Marin Drinov de l'Académie des Sciences Bulgare (1980)
- Membre d'honneur de l'Association Japonaise d'Informatique (1981)
- Membre d'honneur de l'IFIP (1987)
- Membre d'honneur de la SI (2014)

## Vie privée
Pierre-André Bobillier est le père d'un fils et de deux filles.